# Joseph Peckover
Joseph Edmund Peckover (* 15. November 1896 in London; † 16. April 1982 in New York City) war der erste bedeutende Studienkomponist in den Vereinigten Staaten.

## Leben
Peckovers Bildungsweg führte über Großbritannien, Frankreich und die Schweiz. Im Ersten Weltkrieg diente er von 1916 bis 1919 als Offizier der Infanterie im britischen Expeditionskorps in Ägypten und Palästina. Aus gesundheitlichen Gründen kam er zurück nach London, ging jedoch bald nach Kanada und übersiedelte in den 1920er-Jahren nach New York City. Im Zweiten Weltkrieg diente er in den US-Streitkräften. Er war Porträtkünstler, fand aber Zeit für seine vielseitigen Interessen. So war er einer der führenden Cricket-Autoritäten in den Vereinigten Staaten.

## Schachkomposition
Peckovers erste Studie entstand in einem britischen Lazarett in Kairo und erschien 1916 in der Zeitung The Egyptian Gazette, welche damals noch in Alexandria herausgegeben wurde. Ab 1921 reaktivierte Peckover die Schachspalten zweier Zeitungen, in denen auch einige seiner Studien erschienen. Er leistete viel für die Entwicklung der Schachstudie in den Vereinigten Staaten.
Den Großteil seiner mehr als 60 Studien publizierte Peckover ab Ende der 1950er-Jahre. 1961 bis 1965 war er Redakteur der Studienabteilung in der Zeitschrift American Chess Quarterly. Seine Studien zeichnen sich in der Regel durch luftigen Aufbau und pointiertes, feinsinniges Spiel aus.
|   | a | b | c | d | e | f | g | h |   |
| 8 |   |   |   |   |   |   |   |   | 8 |
| 7 |   |   |   |   |   |   |   |   | 7 |
| 6 |   |   |   |   |   |   |   |   | 6 |
| 5 |   |   |   |   |   |   |   |   | 5 |
| 4 |   |   |   |   |   |   |   |   | 4 |
| 3 |   |   |   |   |   |   |   |   | 3 |
| 2 |   |   |   |   |   |   |   |   | 2 |
| 1 |   |   |   |   |   |   |   |   | 1 |
|   | a | b | c | d | e | f | g | h |   |

Lösung:

Die ständige Drohung, den Bauern umzuwandeln, erhält das Gleichgewicht in dieser Stellung. Das geschieht durch fortlaufende Verstellung wichtiger Reihen des Turmes mit dem weißen Läufer auf den Feldern f6, d8 und g5.

1. Kc8–d8! Tb6–d6+ Es droht ständig c8D.

2. Kd8–e7 Td6–c6

3. Ke7–d7 Tc6–h6! Nun wird 4. c8D durch Le6+ nebst Lxc8 und Txh4 widerlegt.

4. Lh4–f6! La2–b1! Nach 4. … Txf6 kommt der Turm in den Wirkungsbereich des weißen Königs 5. c8D Le6+ 6. Ke7 Lxc8 7. Kxf6 remis.

5. Kd7–e6 Th6–h5! 5. c8D? verliert wegen Lf5+ 6. Kd8 Lxc8 7. Kxc8 Txf6

6. Lf6–g5! Th5–h8! 6. … Txg5 scheitert an 7. c8D Lf5+ 8. Kf6 Lxc8 9. Kxg5

7. Lg5–d8 Th8–h5

8. Ld8–g5! Remis durch Zugwiederholung.